# Старооскольський трамвай
Старооскольський трамвай — діюча трамвайна мережа в місті Старий Оскол, Росія. Офіційно іменується швидкісний трамвай.
Трамвайна мережа складається з єдиної лінії: УСТ — Городское кольцо — БСИ — ОЭМК. На лінії знаходяться два проміжних кільця: «Городское кольцо» («Проспект Металургів») і «БСИ».

## Історія
У березні 1976, було розпочато будівництво трамвайної лінії. Трамвайну мережу було введено в експлуатацію 4 січня 1981 року, 29 жовтня 1981 року була відкрита дистанція до кільця ОЕМК. До 2003 року трамвай належав металургійному заводу. Трамвайне депо розраховано на 200 вагонів.

## Маршрути
- 1. Городское кольцо — ОЭМК
- 2. Городское кольцо — БСИ
- 3. Городское кольцо — Промкомзона — УСТ

Маршрут № 3 працює в режимі човника (два вагони зчеплені хвостами і рухаються по одній і тієї ж колії в обидві сторони без розвороту на кільці), так як з боку УСТ кільця немає, а з боку Нового міста на нього неможливо в'їхати при русі від депо.

## Рухомий склад на початок 2010-х
| тип      | штук |
| -------- | ---- |
| KTM-5    | 62   |
| KTM-5A   | 1    |
| KTM-19K  | 8    |
| KTM-19KT | 3    |

Також використовується 10 службових вагонів

## Ресурси Інтернету
- Схема путевого развития Старооскольского трамвая
- Описание сети на сайте Ааре Оландера
- Официальный сайт ОАО «Скоростной трамвай» (Старый Оскол)
- Фотографии вагонов и трамвайной сети
- Старооскольский трамвай на «Сайте о железной дороге»